# Tori Gurley
Tori Gurley (Birmingham, 22 novembre 1987) è un giocatore di football americano statunitense che gioca nel ruolo di wide receiver per i Cleveland Browns della National Football League (NFL)..

## Carriera professionistica

### Green Bay Packers
Uscì dal college ma non venne scelto al draft NFL. Il 28 luglio firmò il suo contratto con i Packers. Il 3 settembre venne svincolato. Il giorno seguente firmò con la squadra di pratica.
Il 31 agosto 2012 venne svincolato.

### Minnesota Vikings
Il 1º settembre 2012 firmò con la squadra di pratica. Il 18 dello stesso mese venne svincolato.

### Oakland Raiders
Il 26 settembre 2012 firmò con la squadra di pratica dei Raiders. Il 1º ottobre venne svincolato.

## Vittorie e premi
Nessuno

## Statistiche
| Partite totali             | 0 |
| Partite totali da titolare | 0 |
| Yard su ricezione          | 0 |
| Touchdown su ricezione     | 0 |